# Brussels Cycling Classic 2015
La 95e édition de la Brussels Cycling Classic a eu lieu le 5 septembre 2015. La course fait partie du calendrier UCI Europe Tour 2015 en catégorie 1.HC.

## Présentation

### Équipes
Classée en catégorie 1.HC de l'UCI Europe Tour, la Brussels Cycling Classic est par conséquent ouverte aux UCI WorldTeams dans la limite de 70 % des équipes participantes, aux équipes continentales professionnelles, aux équipes continentales belges et à une équipe nationale belges.
| UCI WorldTeams      | UCI WorldTeams | UCI WorldTeams |
| Nom de l'équipe     | Pays           | Code           |
| ------------------- | -------------- | -------------- |
| AG2R La Mondiale    | France         | ALM            |
| Astana              | Kazakhstan     | AST            |
| Etixx-Quick Step    | Belgique       | EQS            |
| FDJ                 | France         | FDJ            |
| Giant-Alpecin       | Allemagne      | TGA            |
| Lampre-Merida       | Italie         | LAM            |
| Lotto NL-Jumbo      | Pays-Bas       | TLJ            |
| Lotto-Soudal        | Belgique       | LTS            |
| Trek Factory Racing | États-Unis     | TFR            |

| Équipes continentales professionnelles | Équipes continentales professionnelles | Équipes continentales professionnelles |
| Nom de l'équipe                        | Pays                                   | Code                                   |
| -------------------------------------- | -------------------------------------- | -------------------------------------- |
| Androni Giocattoli-Sidermec            | Italie                                 | AND                                    |
| Bora-Argon 18                          | Allemagne                              | BOA                                    |
| Bretagne-Séché Environnement           | France                                 | BSE                                    |
| CCC Sprandi Polkowice                  | Pologne                                | CCC                                    |
| Cofidis                                | France                                 | COF                                    |
| Europcar                               | France                                 | EUC                                    |
| Nippo-Vini Fantini                     | Italie                                 | NIP                                    |
| Roompot Oranje Peloton                 | Pays-Bas                               | ROP                                    |
| RusVelo                                | Russie                                 | RVL                                    |
| Southeast                              | Italie                                 | STH                                    |
| Topsport Vlaanderen-Baloise            | Belgique                               | TSV                                    |
| Wanty-Groupe Gobert                    | Belgique                               | WGG                                    |

| Équipes continentales | Équipes continentales | Équipes continentales |
| Nom de l'équipe       | Pays                  | Code                  |
| --------------------- | --------------------- | --------------------- |
| Cibel                 | Belgique              | CIB                   |
| Verandas Willems      | Belgique              | WIL                   |
| Wallonie-Bruxelles    | Belgique              | WBC                   |

### Règlement de la course

#### Primes
Les vingt prix sont attribués suivant le barème de l'UCI,. Le total général des prix distribués est de 18 800 €.
| Position | 1er     | 2e      | 3e      | 4e    | 5e    | 6e    | 7e    | 8e    | 9e    | 10e à 20e |
| Prix     | 7 515 € | 3 760 € | 1 875 € | 935 € | 745 € | 565 € | 565 € | 375 € | 375 € | 190 €     |

## Classements

### Classement final
| Classement final | Classement final     | Classement final | Classement final             | Classement final   |
|                  | Coureur              | Pays             | Équipe                       | Temps              |
| ---------------- | -------------------- | ---------------- | ---------------------------- | ------------------ |
| 1er              | Dylan Groenewegen    | Pays-Bas         | Roompot Oranje Peloton       | en 4 h 47 min 58 s |
| 2e               | Roy Jans             | Belgique         | Wanty-Groupe Gobert          | m.t                |
| 3e               | Tom Boonen           | Belgique         | Etixx-Quick Step             | m.t                |
| 4e               | Bryan Coquard        | France           | Europcar                     | m.t                |
| 5e               | Michael Van Staeyen  | Belgique         | Cofidis                      | m.t                |
| 6e               | Daniel McLay         | Royaume-Uni      | Bretagne-Séché Environnement | m.t                |
| 7e               | Andrea Fedi          | Italie           | Southeast                    | m.t                |
| 8e               | Eduard-Michael Grosu | Roumanie         | Nippo-Vini Fantini           | m.t                |
| 9e               | Kenny Dehaes         | Belgique         | Lotto-Soudal                 | m.t                |
| 10e              | Giacomo Nizzolo      | Italie           | Trek Factory Racing          | m.t                |
| modifier         |                      |                  |                              |                    |

### UCI Europe Tour
Cette Brussels Cycling Classic attribue des points pour l'UCI Europe Tour 2015, par équipes seulement aux coureurs des équipes continentales professionnelles et continentales, individuellement à tous les coureurs sauf ceux faisant partie d'une équipe ayant un label WorldTeam.
| Position,          | 1er | 2e | 3e | 4e | 5e | 6e | 7e | 8e | 9e | 10e | 11e | 12e | 13e | 14e | 15e |
| Classement général | 100 | 70 | 40 | 30 | 25 | 20 | 15 | 10 | 9  | 8   | 7   | 6   | 5   | 4   | 3   |

## Liste des participants
Liste des engagés
| Légende                              | Légende                                                                    | Légende | Légende                                                    |
| ------------------------------------ | -------------------------------------------------------------------------- | ------- | ---------------------------------------------------------- |
| Num                                  | Dossard de départ porté par le coureur sur Brussels Cycling Classic        | Pos     | Position à l'arrivée de la course                          |
| [[Fichier:\|20px\|class=noviewer\|]] | Indique un maillot de champion national ou mondial, suivi de sa spécialité | NP      | Indique un coureur qui n'a pas pris le départ de la course |
| AB                                   | Indique un coureur qui n'a pas terminé la course                           | HD      | Indique un coureur qui a terminé la course hors des délais |

| Etixx-Quick Step EQS           | Etixx-Quick Step EQS             | Etixx-Quick Step EQS |
| ------------------------------ | -------------------------------- | -------------------- |
| Num                            | Coureur                          | Pos                  |
| 1                              | Michał Kwiatkowski (POL) (Route) | 44e                  |
| 2                              | Tom Boonen (BEL)                 | 3e                   |
| 3                              | Julian Alaphilippe (FRA)         | 56e                  |
| 4                              | Yves Lampaert (BEL)              | 31e                  |
| 5                              | Fabio Sabatini (ITA)             | 30e                  |
| 6                              | Stijn Vandenbergh (BEL)          | 57e                  |
| 7                              | Julien Vermote (BEL)             | 62e                  |
| 8                              | Łukasz Wiśniowski (POL)          | 53e                  |
| Directeur sportif : Tom Steels |                                  |                      |

| AG2R La Mondiale ALM                 | AG2R La Mondiale ALM    | AG2R La Mondiale ALM |
| ------------------------------------ | ----------------------- | -------------------- |
| Num                                  | Coureur                 | Pos                  |
| 11                                   | Romain Bardet (FRA)     | 138e                 |
| 12                                   | Maxime Daniel (FRA)     | 48e                  |
| 13                                   | Nico Denz (GER)         | 167e                 |
| 14                                   | Hubert Dupont (FRA)     | 126e                 |
| 15                                   | Ben Gastauer (LUX)      | 151e                 |
| 16                                   | Damien Gaudin (FRA)     | AB                   |
| 17                                   | Quentin Jauregui (FRA)  | 143e                 |
| 18                                   | Christophe Riblon (FRA) | AB                   |
| Directeur sportif : Artūras Kasputis |                         |                      |

| Astana AST                          | Astana AST              | Astana AST |
| ----------------------------------- | ----------------------- | ---------- |
| Num                                 | Coureur                 | Pos        |
| 21                                  | Maxat Ayazbayev (KAZ)   | 46e        |
| 22                                  | Lars Boom (NED)         | 134e       |
| 23                                  | Laurens De Vreese (BEL) | 18e        |
| 24                                  | Daniil Fominykh (KAZ)   | 150e       |
| 25                                  | Dmitriy Gruzdev (KAZ)   | 118e       |
| 26                                  | Ruslan Tleubayev (KAZ)  | 42e        |
| 27                                  | Andrea Guardini (ITA)   | 28e        |
| 28                                  | Arman Kamyshev (KAZ)    | 64e        |
| Directeur sportif : Gorazd Štangelj |                         |            |

| FDJ                                  | FDJ                      | FDJ  |
| ------------------------------------ | ------------------------ | ---- |
| Num                                  | Coureur                  | Pos  |
| 31                                   | Arnaud Démare (FRA)      | 99e  |
| 32                                   | Sébastien Chavanel (FRA) | 115e |
| 33                                   | Arnold Jeannesson (FRA)  | 146e |
| 34                                   | Francis Mourey (FRA)     | 148e |
| 35                                   | Johan Le Bon (FRA)       | 11e  |
| 36                                   | Steve Morabito (SUI)     | 157e |
| 37                                   | Cédric Pineau (FRA)      | 47e  |
| 38                                   | Marc Sarreau (FRA)       | 26e  |
| Directeur sportif : Frédéric Guesdon |                          |      |

| Lampre-Merida LAM                | Lampre-Merida LAM       | Lampre-Merida LAM |
| -------------------------------- | ----------------------- | ----------------- |
| Num                              | Coureur                 | Pos               |
| 41                               | Niccolò Bonifazio (ITA) | 142e              |
| 42                               | Filippo Pozzato (ITA)   | 85e               |
| 43                               | Mário Costa (POR)       | 89e               |
| 44                               | Chun Kai Feng (TPE)     | 161e              |
| 45                               | Roberto Ferrari (ITA)   | 80e               |
| 46                               |                         |                   |
| 47                               | Sacha Modolo (ITA)      | 43e               |
| 48                               | Xu Gang (CHN)           | AB                |
| Directeur sportif : Mario Scirea |                         |                   |

| Lotto-Soudal LTS                       | Lotto-Soudal LTS       | Lotto-Soudal LTS |
| -------------------------------------- | ---------------------- | ---------------- |
| Num                                    | Coureur                | Pos              |
| 51                                     | Sander Armée (BEL)     | 110e             |
| 52                                     | Gert Dockx (BEL)       | 152e             |
| 53                                     | Stig Broeckx (BEL)     | 34e              |
| 54                                     |                        |                  |
| 55                                     | Kenny Dehaes (BEL)     | 9e               |
| 56                                     | Tony Gallopin (FRA)    | 139e             |
| 57                                     | Boris Vallée (BEL)     | 66e              |
| 58                                     | Dennis Vanendert (BEL) | 33e              |
| Directeur sportif : Kurt Van De Wouwer |                        |                  |

| Giant-Alpecin TGA               | Giant-Alpecin TGA    | Giant-Alpecin TGA |
| ------------------------------- | -------------------- | ----------------- |
| Num                             | Coureur              | Pos               |
| 61                              | Marcel Kittel (GER)  | AB                |
| 62                              | Roy Curvers (NED)    | 16e               |
| 63                              | Bert De Backer (BEL) | 41e               |
| 64                              | Caleb Fairly (USA)   | AB                |
| 65                              | Ji Cheng (CHN)       | AB                |
| 66                              | Carter Jones (USA)   | AB                |
| 67                              | Warren Barguil (FRA) | 40e               |
| 68                              | Max Walscheid (GER)  | 13e               |
| Directeur sportif : Rudie Kemna |                      |                   |

| Lotto NL-Jumbo TLJ                | Lotto NL-Jumbo TLJ  | Lotto NL-Jumbo TLJ |
| --------------------------------- | ------------------- | ------------------ |
| Num                               | Coureur             | Pos                |
| 71                                | Sep Vanmarcke (BEL) | 128e               |
| 72                                | Rick Flens (NED)    | AB                 |
| 73                                |                     |                    |
| 74                                | Tom Leezer (NED)    | AB                 |
| 75                                | Paul Martens (GER)  | 135e               |
| 76                                | Jos van Emden (NED) | 131e               |
| 77                                | Robert Wagner (GER) | AB                 |
| 78                                |                     |                    |
| Directeur sportif : Frans Maassen |                     |                    |

| Trek Factory Racing TFR            | Trek Factory Racing TFR | Trek Factory Racing TFR |
| ---------------------------------- | ----------------------- | ----------------------- |
| Num                                | Coureur                 | Pos                     |
| 81                                 | Stijn Devolder (BEL)    | 130e                    |
| 82                                 | Eugenio Alafaci (ITA)   | 71e                     |
| 83                                 | Fumiyuki Beppu (JPN)    | 125e                    |
| 84                                 | Giacomo Nizzolo (ITA)   | 10e                     |
| 85                                 | Fábio Silvestre (POR)   | 25e                     |
| 86                                 | Fabio Felline (ITA)     | 59e                     |
| 87                                 | Calvin Watson (AUS)     | 78e                     |
| 88                                 | Leonardo Basso (ITA)    | 63e                     |
| Directeur sportif : Alain Gallopin |                         |                         |

| Androni Giocattoli-Sidermec AND     | Androni Giocattoli-Sidermec AND | Androni Giocattoli-Sidermec AND |
| ----------------------------------- | ------------------------------- | ------------------------------- |
| Num                                 | Coureur                         | Pos                             |
| 91                                  | Francesco Chicchi (ITA)         | 164e                            |
| 92                                  | Tiziano Dall'Antonia (ITA)      | 86e                             |
| 93                                  | Marco Frapporti (ITA)           | 102e                            |
| 94                                  | Oscar Gatto (ITA)               | 105e                            |
| 95                                  | Franco Pellizotti (ITA)         | 106e                            |
| 96                                  | Emanuele Sella (ITA)            | AB                              |
| 97                                  | Gianfranco Zilioli (ITA)        | 104e                            |
| 98                                  | Andrea Zordan (ITA)             | 87e                             |
| Directeur sportif : Giovanni Ellena |                                 |                                 |

| Bora-Argon 18 BOA                    | Bora-Argon 18 BOA         | Bora-Argon 18 BOA |
| ------------------------------------ | ------------------------- | ----------------- |
| Num                                  | Coureur                   | Pos               |
| 101                                  | Zakkari Dempster (AUS)    | 129e              |
| 102                                  | Bartosz Huzarski (POL)    | 137e              |
| 103                                  | Patrick Konrad (AUT)      | 68e               |
| 104                                  | Ralf Matzka (GER)         | 27e               |
| 105                                  | Andreas Schillinger (GER) | 136e              |
| 106                                  | Daniel Schorn (AUT)       | 127e              |
| 107                                  | Michael Schwarzmann (GER) | 61e               |
| 108                                  | Björn Thurau (GER)        | 145e              |
| Directeur sportif : Steffen Radochla |                           |                   |

| Bretagne-Séché Environnement BSE      | Bretagne-Séché Environnement BSE | Bretagne-Séché Environnement BSE |
| ------------------------------------- | -------------------------------- | -------------------------------- |
| Num                                   | Coureur                          | Pos                              |
| 111                                   | Maxime Cam (FRA)                 | AB                               |
| 112                                   | Romain Feillu (FRA)              | AB                               |
| 113                                   | Florian Guillou (FRA)            | AB                               |
| 114                                   | Yauheni Hutarovich (BLR)         | 39e                              |
| 115                                   | Benoît Jarrier (FRA)             | 98e                              |
| 116                                   | Kévin Ledanois (FRA)             | 96e                              |
| 117                                   | Daniel McLay (GBR)               | 6e                               |
| 118                                   | Pierre-Luc Périchon (FRA)        | 81e                              |
| Directeur sportif : Sébastien Hinault |                                  |                                  |

| CCC Sprandi Polkowice CCC          | CCC Sprandi Polkowice CCC      | CCC Sprandi Polkowice CCC |
| ---------------------------------- | ------------------------------ | ------------------------- |
| Num                                | Coureur                        | Pos                       |
| 121                                | Grega Bole (SLO)               | 119e                      |
| 122                                | Josef Černý (CZE)              | 168e                      |
| 123                                | Leszek Pluciński (POL)         | 82e                       |
| 124                                | Nikolay Mihaylov (BUL) (Route) | 155e                      |
| 125                                | Maciej Paterski (POL)          | 17e                       |
| 126                                | Davide Rebellin (ITA)          | 121e                      |
| 127                                | Branislau Samoilau (BLR)       | 101e                      |
| 128                                | Stefan Schumacher (GER)        | 32e                       |
| Directeur sportif : Tomasz Brożyna |                                |                           |

| Cofidis COF                        | Cofidis COF               | Cofidis COF |
| ---------------------------------- | ------------------------- | ----------- |
| Num                                | Coureur                   | Pos         |
| 131                                | Jonas Ahlstrand (SWE)     | 117e        |
| 132                                | Hugo Hofstetter (FRA)     | 36e         |
| 133                                | Gert Jõeäär (EST) (Route) | 132e        |
| 134                                | Florian Sénéchal (FRA)    | 55e         |
| 135                                | Michael Van Staeyen (BEL) | 5e          |
| 136                                | Kenneth Vanbilsen (BEL)   | 79e         |
| 137                                | Clément Venturini (FRA)   | 72e         |
| 138                                | Louis Verhelst (BEL)      | 73e         |
| Directeur sportif : Alain Deloeuil |                           |             |

| Nippo-Vini Fantini NIP               | Nippo-Vini Fantini NIP     | Nippo-Vini Fantini NIP |
| ------------------------------------ | -------------------------- | ---------------------- |
| Num                                  | Coureur                    | Pos                    |
| 141                                  | Alessandro Bisolti (ITA)   | 51e                    |
| 142                                  | Pierpaolo De Negri (ITA)   | 52e                    |
| 143                                  | Eduard-Michael Grosu (ROU) | 8e                     |
| 144                                  | Shiki Kuroeda (JPN)        | 149e                   |
| 145                                  | Alessandro Malaguti (ITA)  | 120e                   |
| 146                                  | Nicolas Marini (ITA)       | 147e                   |
| 147                                  | Antonio Nibali (ITA)       | AB                     |
| 148                                  | Mattia Pozzo (ITA)         | 141e                   |
| Directeur sportif : Stefano Giuliani |                            |                        |

| Roompot Oranje Peloton ROP               | Roompot Oranje Peloton ROP | Roompot Oranje Peloton ROP |
| ---------------------------------------- | -------------------------- | -------------------------- |
| Num                                      | Coureur                    | Pos                        |
| 151                                      | Jesper Asselman (NED)      | 65e                        |
| 152                                      | Berden de Vries (NED)      | 60e                        |
| 153                                      | Dylan Groenewegen (NED)    | 1er                        |
| 154                                      | Tim Kerkhof (NED)          | 133e                       |
| 155                                      | Michel Kreder (NED)        | 113e                       |
| 156                                      | Raymond Kreder (NED)       | 70e                        |
| 157                                      | Mike Terpstra (NED)        | 114e                       |
| 158                                      | Ivar Slik (NED)            | 95e                        |
| Directeur sportif : Jean-Paul van Poppel |                            |                            |

| RusVelo RVL                       | RusVelo RVL               | RusVelo RVL |
| --------------------------------- | ------------------------- | ----------- |
| Num                               | Coureur                   | Pos         |
| 161                               | Ivan Balykin (RUS)        | 97e         |
| 162                               | Roman Kustadinchev (RUS)  | 91e         |
| 163                               | Roman Maikin (RUS)        | 58e         |
| 164                               | Sergey Nikolaev (RUS)     | 54e         |
| 165                               | Artem Ovechkin (RUS)      | AB          |
| 166                               | Ivan Savitskiy (RUS)      | 166e        |
| 167                               | Andrey Solomennikov (RUS) | 74e         |
| 168                               | Mamyr Stash (RUS)         | AB          |
| Directeur sportif : Roberto Vigni |                           |             |

| Southeast STH                     | Southeast STH           | Southeast STH |
| --------------------------------- | ----------------------- | ------------- |
| Num                               | Coureur                 | Pos           |
| 171                               | Manuel Belletti (ITA)   | AB            |
| 172                               | Matteo Busato (ITA)     | 107e          |
| 173                               | Andrea Fedi (ITA)       | 7e            |
| 174                               | Mauro Finetto (ITA)     | 92e           |
| 175                               | Francesco Gavazzi (ITA) | 90e           |
| 176                               | Jakub Mareczko (ITA)    | AB            |
| 177                               | Simone Ponzi (ITA)      | 69e           |
| 178                               | Luca Wackermann (ITA)   | 140e          |
| Directeur sportif : Serge Parsani |                         |               |

| Europcar EUC                        | Europcar EUC            | Europcar EUC |
| ----------------------------------- | ----------------------- | ------------ |
| Num                                 | Coureur                 | Pos          |
| 181                                 | Thomas Boudat (FRA)     | 29e          |
| 182                                 | Bryan Coquard (FRA)     | 4e           |
| 183                                 | Romain Guillemois (FRA) | 100e         |
| 184                                 | Vincent Jérôme (FRA)    | 76e          |
| 185                                 | Morgan Lamoisson (FRA)  | 165e         |
| 186                                 | Julien Morice (FRA)     | 77e          |
| 187                                 | Alexandre Pichot (FRA)  | 116e         |
| 188                                 | Angélo Tulik (FRA)      | 75e          |
| Directeur sportif : Lylian Lebreton |                         |              |

| Topsport Vlaanderen-Baloise TSV       | Topsport Vlaanderen-Baloise TSV | Topsport Vlaanderen-Baloise TSV |
| ------------------------------------- | ------------------------------- | ------------------------------- |
| Num                                   | Coureur                         | Pos                             |
| 191                                   | Preben Van Hecke (BEL) (Route)  | 111e                            |
| 192                                   | Amaury Capiot (BEL)             | 12e                             |
| 193                                   | Tim Declercq (BEL)              | 45e                             |
| 194                                   | Oliver Naesen (BEL)             | 15e                             |
| 195                                   | Stijn Steels (BEL)              | 112e                            |
| 196                                   | Edward Theuns (BEL)             | 20e                             |
| 197                                   | Victor Campenaerts (BEL)        | 14e                             |
| 198                                   | Jelle Wallays (BEL)             | 109e                            |
| Directeur sportif : Walter Planckaert |                                 |                                 |

| Wanty-Groupe Gobert WGG                      | Wanty-Groupe Gobert WGG  | Wanty-Groupe Gobert WGG |
| -------------------------------------------- | ------------------------ | ----------------------- |
| Num                                          | Coureur                  | Pos                     |
| 201                                          | Björn Leukemans (BEL)    | 50e                     |
| 202                                          | Frederik Backaert (BEL)  | 35e                     |
| 203                                          | Roy Jans (BEL)           | 2e                      |
| 204                                          | Marco Marcato (ITA)      | 22e                     |
| 205                                          | Kévin Van Melsen (BEL)   | 156e                    |
| 206                                          | Frederik Veuchelen (BEL) | 108e                    |
| 207                                          | Enrico Gasparotto (ITA)  | 93e                     |
| 208                                          | Danilo Napolitano (ITA)  | 103e                    |
| Directeur sportif : Hilaire Van der Schueren |                          |                         |

| Cibel CIB                               | Cibel CIB                   | Cibel CIB |
| --------------------------------------- | --------------------------- | --------- |
| Num                                     | Coureur                     | Pos       |
| 211                                     | Kevin De Jonghe (BEL)       | 144e      |
| 212                                     | Thomas Ongena (BEL)         | 154e      |
| 213                                     | Kenny Goossens (BEL)        | 159e      |
| 214                                     | Lawrence Naesen (BEL)       | 160e      |
| 215                                     | Glenn Rotty (BEL)           | 158e      |
| 216                                     | Joeri Stallaert (BEL)       | 94e       |
| 217                                     | Jori Van Steenberghen (BEL) | 84e       |
| 218                                     | Benjamin Verraes (BEL)      | 23e       |
| Directeur sportif : Gaspard Van Petegem |                             |           |

| Verandas Willems WIL                  | Verandas Willems WIL     | Verandas Willems WIL |
| ------------------------------------- | ------------------------ | -------------------- |
| Num                                   | Coureur                  | Pos                  |
| 221                                   | Emiel Wastyn (BEL)       | 37e                  |
| 222                                   | Joeri Calleeuw (BEL)     | 24e                  |
| 223                                   | Dimitri Claeys (BEL)     | NP                   |
| 224                                   | Dries De Bondt (BEL)     | 21e                  |
| 225                                   | Jérôme Kerf (BEL)        | 123e                 |
| 226                                   | Daan Myngheer (BEL)      | 49e                  |
| 227                                   | Olivier Pardini (BEL)    | 88e                  |
| 228                                   | Christophe Prémont (BEL) | 83e                  |
| Directeur sportif : Gautier De Winter |                          |                      |

| Wallonie-Bruxelles WBC                | Wallonie-Bruxelles WBC   | Wallonie-Bruxelles WBC |
| ------------------------------------- | ------------------------ | ---------------------- |
| Num                                   | Coureur                  | Pos                    |
| 231                                   | Olivier Chevalier (BEL)  | 153e                   |
| 232                                   | Ludwig De Winter (BEL)   | 162e                   |
| 233                                   | Sébastien Delfosse (BEL) | 163e                   |
| 234                                   | Antoine Demoitié (BEL)   | 124e                   |
| 235                                   | Grégory Habeaux (BEL)    | 67e                    |
| 236                                   | Kevyn Ista (BEL)         | 19e                    |
| 237                                   | Antoine Warnier (BEL)    | 38e                    |
| 238                                   | Thomas Wertz (BEL)       | 122e                   |
| Directeur sportif : Frédéric Amorison |                          |                        |